# Reaver 1
Reaver (ufficialmente Reaver 1) è un motore a razzo bipropellente a singola camera alimentato a Kerolox per applicazioni di terra. È stato sviluppato da Firefly Aerospace per il primo stadio del razzovettore Alpha, dove è integrato in una configurazione multipla da 4.
| Reaver                    | Reaver                                      |
| ------------------------- | ------------------------------------------- |
| Progettista               | Firefly Aerospace                           |
| Volo inaugurale           | 02/09/2021                                  |
| Stato                     | In produzione                               |
| Propellenti               | kerolox                                     |
| Spinta                    | 200 kN (45 klbf) nel vuoto                  |
| Impulso specifico         | 295.6 s nel vuoto 265 s al livello del mare |
| Pressione in camera       | 80 bar (1150 psia)                          |
| Alimentazione             | Turbopompa a ciclo tap off                  |
| Raffreddamento            | Rigenerativo                                |
| Accensione                | Ipergolica a TEA/TEB                        |
| Orientazione della spinta | Cardanica                                   |
| Manetta                   | 20%                                         |

## Storia
Lo sviluppo di Reaver inizia dopo la rifondazione della fallita Firefly Space Systems in Firefly Aerospace, per lo sviluppo del razzovettore Alpha, come motore per lo stadio di terra. 
Il primo test di fuoco di un Reaver operativo risale al 25 Marzo 2019.
il 3 Settembre 2021 viene eseguito il primo test di volo del vettore Alpha con quattro Reaver. Dopo 15 secondi dal decollo, il motore 2 si spegne a causa della chiusura di una valvola di mandata del propellente dovuta ad un malfunzionamento di una connessione elettrica. La risultante perdita di spinta e di controllo d'assetto in fase transonica a causa dell'assenza del motore 2 porta al fallimento della missione.
Dopo l'insuccesso, il motore venne riprogettato, vedendo incrementata la spinta da 184 kN (41 klbf) a 200.
Il secondo lancio di Alpha viene eseguito il 1 Ottobre 2022, portata a termine ma con un inserimento in orbita inferiore rispetto al nominale, che porta il carico a rientrare alcuni giorni dopo il lancio. Ciononostante, Firefly Aerospace riafferma il comportamento nominale di entrambi gli stadi, confermando il corretto funzionamento dei quattro motori Reaver. 
Il terzo Alpha viene lanciato il 14 settembre 2023 terminando con il primo successo assodato del razzovettore, consolidando così la tecnologia del Reaver.
Una variante di Reaver, chiamata Chiron è stata sviluppata per Astra Space, all'interno del contratto che vede il trasferimento della tecnologia di fabbricazione del motore da Firefly ad Astra, che intende utilizzare una coppia di motori per il primo stadio del razzovettore Rocket 4.

## Tecnica
Il motore è alimentato da una singola turbopompa per entrambi i propellenti sfruttando un ciclo tap off aperto che prevede l'estrazione del fluido di lavoro della turbina direttamente dalla camera di combustione. Questa configurazione permette di avere una pressione in camera di 80 bar (1150 psia).
La camera di combustione è forgiata in lega di rame rinforzata da un rivestimento metallico e raffreddata rigenerativamente usando il combustibile.
L'accenditore è un dispositivo a combustione ipergolica di TEA/TEB, che conferisce alla fiamma d'accensione la colorazione verde caratteristica del motore.
La spinta del motore è modulabile fino al 20%, ed inoltre il motore è montato su un pianetto cardanico orientabile fino a 1°.
Un singolo Reaver produce 200 kN di spinta nel vuoto con un impulso specifico di 295.6 s.